# Karekal Veerapura, Bellary
Karekal Veerapura là một làng thuộc tehsil Bellary, huyện Bellary, bang Karnataka, Ấn Độ.